# 車林桑都布
车林桑都布（19世纪？—20世纪？），字仲山，蒙古族，喀尔喀土谢图汗部后路中右旗人。民国初年政治人物。

## 生平
他是鄂多台的次子。民国七年（1918年），出任中华民国第二届国会众议员。民国十一年（1922年），被中华民国北京政府晋封为镇国公。